# Micragrotis rufescens
Micragrotis rufescens är en fjärilsart som beskrevs av George Francis Hampson 1903. Micragrotis rufescens ingår i släktet Micragrotis och familjen nattflyn. Inga underarter finns listade i Catalogue of Life.